# 趙文楷
趙文楷（1761年—1808年），字介山，號逸書。安徽太湖景宁乡人。清朝狀元、政治人物。

## 生平
文楷生于乾隆二十六年（1761年），嘉庆元年（1796年）嘉庆帝登基特开恩科兼正科状元。嘉庆五年（1800年）與编修李鼎元出使琉球，赐御書“海表恭藩”匾額。後官山西雁平道，嘉庆十三年（1808年）卒於任上。

## 著作
今存別集《石柏山房詩存》九卷，有咸豐七年（1857年）刻本，藏北京國家圖書館。

## 家族
宋朝宗室后裔，出身于太湖县趙家。先祖赵伯英于宋元之际迁居安徽省太湖县北乡望天村。
祖父赵象贤，曾官汉州录事，安頓流民无数。
子赵畇、孫赵继元、曾孫赵曾重，一连四代皆中进士并入翰林。赵畇在安庆购置的世太史第有皇帝御匾“四代翰林”。京剧程派传人赵荣琛是赵曾重之孙:41。
赵畇之女、孫女趙繼蓮为李鴻章继室，外曾孫李经述，外曾孫女李經璹，嫁張佩綸，即張愛玲之父母。外玄孫張子靜、外玄孫女張愛玲。學者赵朴初亦是其後代。